# Zaborów (Wólka Łysowska)
Zaborów – przysiółek wsi Wólka Łysowska w Polsce, położony w województwie mazowieckim, w powiecie siedleckim, w gminie Przesmyki.
Zaborów ma status sołectwa.
Przysiółek należy do rzymskokatolickiej parafii św. Apostołów Piotra i Pawła w Niemojkach.
W latach 1975–1998 przysiółek należał administracyjnie do województwa siedleckiego.